# 30e cérémonie des Razzie Awards
La 30e cérémonie des Golden Raspberry Awards ou Razzies a eu lieu le 6 mars 2010 au Barnsdall Gallery Theatre de Hollywood à Los Angeles en Californie pour désigner les pires films de 2009. Les nominations ont été publiées le 1er février 2010. Selon la grande tradition des Razzies Awards, l'annonce des nominations, ainsi que la cérémonie, précèdent d'un jour leurs équivalents de la cérémonie des Oscars.

## Palmarès
Les lauréats de chaque catégorie sont en premier et en gras dans chaque section.

### Pire film
Transformers 2 : La Revanche (Dreamworks/Paramount)
- All About Steve (20th Century Fox)
- G.I. Joe (Paramount/Hasbro)
- Le Monde (presque) perdu (Universal)
- Papy-Sitter (Disney)

### Pire réalisateur
Michael Bay – Transformers 2 : La Revanche
- Walt Becker – Papy-Sitter
- Brad Silberling – Le Monde (presque) perdu
- Stephen Sommers – G.I. Joe
- McG – Terminator Renaissance

### Pire acteur
Les Jonas Brothers (dans leur propre rôle) – Jonas Brothers: The 3D Concert Experience
- Will Ferrell – Le Monde (presque) perdu
- Steve Martin – La Panthère rose 2
- Eddie Murphy – Dans ses rêves
- John Travolta – Papy-Sitter

### Pire actrice
Sandra Bullock – All About Steve
- Beyoncé Knowles – Obsessed

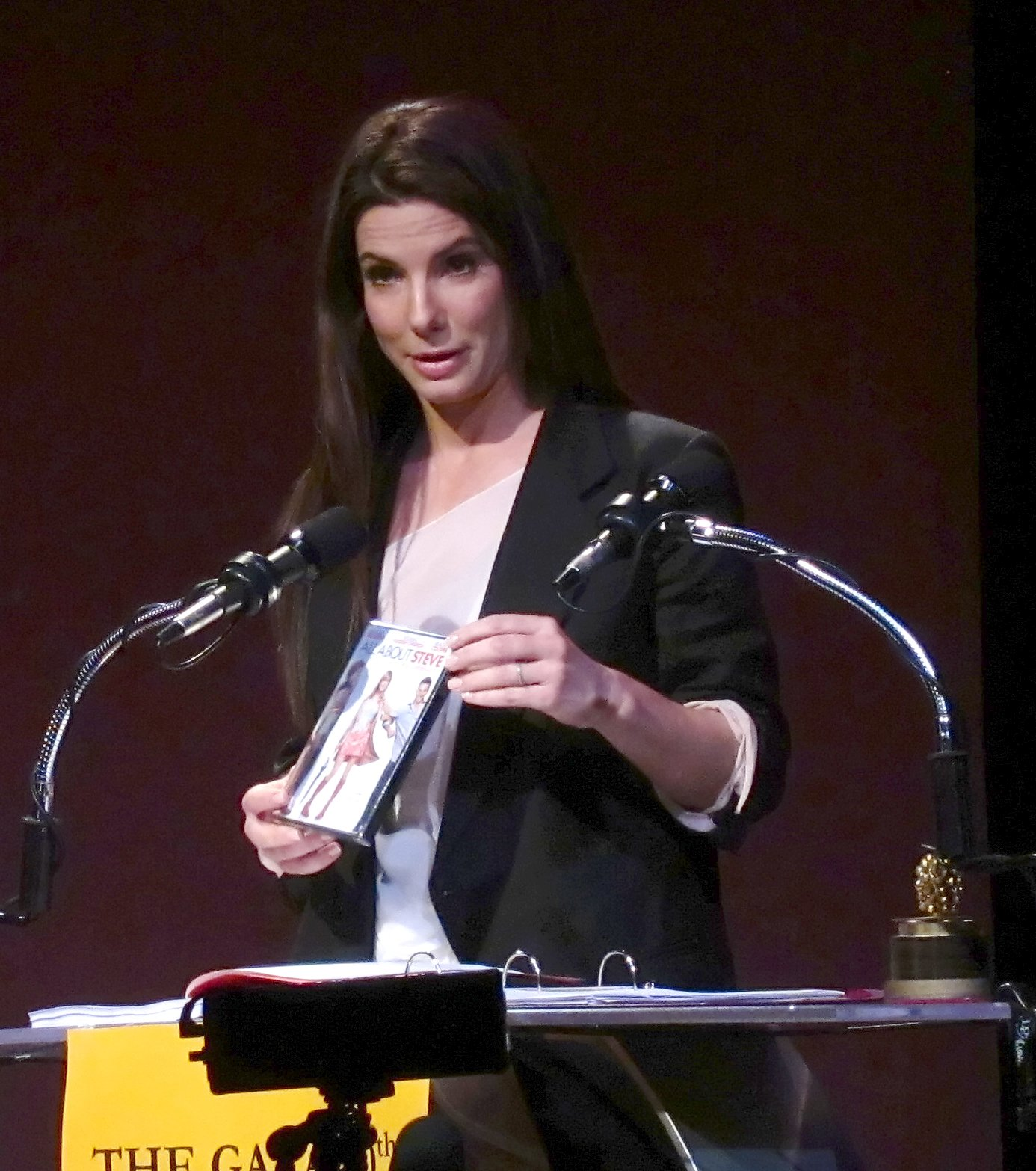
Sandra Bullock, acceptant avec humour son prix lors de la cérémonie.

- Miley Cyrus – Hannah Montana, le film
- Megan Fox – Jennifer's Body et Transformers 2 : La Revanche
- Sarah Jessica Parker – Où sont passés les Morgan ?

### Pire acteur dans un second rôle
Billy Ray Cyrus – Hannah Montana, le film
- Hugh Hefner (dans son propre rôle) – Miss March
- Robert Pattinson – Twilight, chapitre II : Tentation
- Jorma Taccone – Le Monde (presque) perdu
- Marlon Wayans – G.I. Joe

### Pire actrice dans un second rôle
Sienna Miller – G.I. Joe : Le Réveil du Cobra
- Candice Bergen – Meilleures Ennemies
- Ali Larter – Obsessed
- Kelly Preston – Papy-Sitter
- Julie White – Transformers 2 : La Revanche

### Pire scénario
Transformers 2 : La Revanche – écrit par Ehren Kruger, Roberto Orci et Alex Kurtzman
- All About Steve – écrit par Kim Barker
- G.I. Joe : Le Réveil du Cobra – scénario de Stuart Beattie, David Elliot et Paul Lovett ; sujet de Michael B. Gordon, Beattie et Stephen Sommers, adapté du comic book de Larry Hama
- Le Monde (presque) perdu – écrit par Chris Henchy et Dennis McNicholas ; adapté de la série télévisée créée par Sid et Marty Krofft
- Twilight, chapitre II : Tentation – scénario de Melissa Rosenberg ; adapté du roman de Stephenie Meyer

### Pire couple à l'écran
Sandra Bullock et Bradley Cooper – All About Steve
- Deux ou plus des Jonas Brothers – Jonas Brothers: The 3D Concert Experience
- Will Ferrell et n'importe quel second rôle ou créature – Le Monde (presque) perdu
- Shia LaBeouf et, soit Megan Fox, soit n'importe quel Transformer – Transformers 2 : La Revanche
- Kristen Stewart et, soit Taylor Lautner, soit Robert Pattinson – Twilight, chapitre II : Tentation

### Pire préquelle, remake, suite ou film-dérivé
Le Monde (presque) perdu
- G.I. Joe : Le Réveil du Cobra
- Terminator Renaissance
- Transformers 2 : La Revanche
- Twilight, chapitre II : Tentation

### Pire film de la décennie
Battlefield Earth (2000, Warner Bros.) (7 récompenses aux Razzie Awards 2000)
- Va te faire foutre Freddy ! (2001, 20th Century Fox) (5 récompenses aux Razzie Awards 2001)
- Amours troubles (2003, Columbia) (6 récompenses aux Razzie Awards 2003)
- I Know Who Killed Me (2007, TriStar) (8 récompenses aux Razzie Awards 2007)
- À la dérive (2002, Screen Gems) (5 récompenses aux Razzie Awards 2002)

### Pire acteur de la décennie
- Eddie Murphy – Pluto Nash / Espion et demi / Dans ses rêves / Appelez-moi Dave / Norbit / Showtime
  - Ben Affleck – Daredevil / Amours troubles / Père et Fille / Paycheck / Pearl Harbor / Famille à louer
  - Mike Myers pour le rôle du Chat Chapeauté dans Le Chat chapeauté (The Cat in the Hat)
  - Mike Myers – Love Gourou
  - Rob Schneider – Animal ! L'animal... / La Revanche des losers / Gigolo malgré lui / Grandma's Boy / Une nana au poil / Quand Chuck rencontre Larry / Little Man / Little Nicky
  - John Travolta – Battlefield Earth / L'Intrus / Le Bon Numéro / Papy-Sitter / Opération Espadon

### Pire actrice de la décennie
- Paris Hilton – The Hottie and the Nottie / La Maison de cire / Repo! The Genetic Opera
  - Mariah Carey – Glitter
  - Lindsay Lohan pour le rôle de Maggie Peyton dans La Coccinelle revient (Herbie: Fully Loaded)
  - Lindsay Lohan pour le rôle de Aubrey Fleming / Dakota Moss dans I Know Who Killed Me
  - Lindsay Lohan pour le rôle de Ashley Albright dans Lucky Girl
  - Jennifer Lopez – Angel Eyes / Plus jamais / Amours troubles / Père et Fille / Coup de foudre à Manhattan / Sa mère ou moi ! / Un mariage trop parfait
  - Madonna –  Meurs un autre jour / Un couple presque parfait / À la dérive